# Estação Volgogradskii Prospekt
Volgogradskii Prospekt (em russo:  Волгоградский проспект) é uma das estações da linha Tagansko-Krasnopresnenskaia (Linha 7) do Metro de Moscovo, na Rússia. Estação «Volgogradskii Prospekt» está localizada entre as estações «Tekstilhshchiki» e «Proletarskaia».